# Inbar Lavi
Inbar Lavi (em hebraico:  ענבר לביא) (Ramat Gan, 27 de outubro de 1986) é uma atriz israelense. Ela é conhecida por retratar Raviva em 2012 na série subempregados, Vee em 2014 na série de TV Gang Related, Sebá na série Prison Break. Lavi estrelou na série televisiva da Bravo em 2018, Imposters, e interpretou Eva na quarta temporada da série Lucifer.

## Vida pregressa
Lavi nasceu e foi criada em Ramat Gan, Israel. Seus pais são nascidos em Israel. Sua mãe é descendente de judeus sefarditas (marroquino-judeus), enquanto seu pai é descendente de judeus asquenazes (judeu-poloneses). Quando criança, ela sofria de asma, e tinha que usar um nebulizador por 45 minutos de cada vez. Durante esse tempo, ela assistiu a filmes e "apaixonou-se pelo cinema". Uma de suas primeiras inspirações foi o desempenho da atriz israelo-americana Natalie Portman em Léon: The Professional. Outro de seus modelos foi a atriz israelense Ayelet Zurer.
Lavi estudou balé e dança moderna no colégio Kiryat Sharet em Holon, Israel. Ela então estudou atuação na Escola de Atuação Sophie Moskowitz em Tel Aviv.

## Carreira de atriz
Em 2004, aos 17 anos, Lavi mudou-se para Nova York, onde se apresentou em várias produções off-Broadway. Depois de oito meses, ela se mudou para Los Angeles, após ser aceita com uma bolsa de estudos integral para o Lee Strasberg Theater e Film Institute. [carece de fontes?]   Entre seus primeiros papéis de fala Inglês foi Cordelia em uma produção de 2006 de King Lear, estrelado e dirigido por Tom Badal.
A partir de 2009, Lavi começou a fazer aparições como convidada em programas de televisão, incluindo Entourage, The Closer, Ghost Whisperer, Criminal Minds, CSI: Miami e In Plain Sight. Ela também apareceu em filmes como Contos de um Império Antigo (2010), Street Kings 2: Motor City (2011) e House of Dust (2013).
Lavi estrelou a série de televisão da MTV Subempregada como Raviva, uma aspirante a cantora grávida. Ela retratou Veronica "Vee" Dotsen em 2014 na série de TV Gang Related. Ela apareceu na sétima temporada de Sons of Anarchy como prostituta de rua Winsome.
Em 2015, Lavi foi escalada para o papel principal na série televisiva da Bravo, Imposters (originalmente intitulada My So Called Wife), interpretando "uma trapaceira maquiavélico e um mestre do disfarce"; a série estreou em fevereiro de 2017. Ela foi escalada para o papel recorrente de Ravit Bivas, uma soldada israelense altamente treinada, na segunda temporada do drama naval da TNT The Last Ship no verão de 2015. Em 2016, Lavi se juntou ao renascimento do Prison Break no papel de Sheeba, uma ativista iemenita. Ela se juntou ao elenco de Lúcifer para a quarta temporada da série, interpretando Eva, a primeira mulher feita e mãe de Caim e Abel.

## Filmografia

### Filme
| Ano  | Título                              | Função          | Notas             |
| ---- | ----------------------------------- | --------------- | ----------------- |
| 2008 | Sinônimo                            | Shalev          | Filme curto       |
| 2010 | Abelar: contos de um antigo império | Alana           |                   |
| 2011 | Street Kings 2: Motor City          | Leilah Sullivan | Direto para vídeo |
| 2011 | Obtendo essa garota                 | Jenna Jeffries  |                   |
| 2011 | Subterrâneo                         | Lillith Trog    |                   |
| 2012 | Por amor ao dinheiro                | Talia           |                   |
| 2013 | Casa de poeira                      | Emma            |                   |
| 2015 | O último caçador de bruxas          | Sonia           |                   |
| 2018 | Meus pêsames                        | Lori            |                   |

### Televisão
| Ano       | Título                             | Função                  | Notas                                             |
| --------- | ---------------------------------- | ----------------------- | ------------------------------------------------- |
| 2008      | Privilegiado                       | Fiona                   | Episódio: "Tudo sobre Honestidade"                |
| 2009      | The Closer                         | Vanessa Almassian       | Episódio: "Instintos Maternos"                    |
| 2009      | Comitiva                           | Sadie                   | Episódio: "Resumos de Segurança"                  |
| 2009      | Assombrador Fantasma               | Brianna                 | Episódio: "não vejo nenhum mal"                   |
| 2009      | Mentes Criminosas                  | Gina King               | Episódio: "O Performer"                           |
| 2009      | Batida                             | Sydney                  | Episódio: "Master of Puppets"                     |
| 2010      | CSI: Miami                         | Maya Farooq             | Episódio: "Desonra"                               |
| 2010      | À vista de todos                   | Flora Montero           | Episódio: "Um padre entra em um bar"              |
| 2011      | Anjos de Charlie                   | Dominique Berry         | Episódio: "Anjos Reais"                           |
| 2012      | Imigrantes                         | Miri Yechiel            | Filme de televisão                                |
| 2012      | CSI: investigação da cena do crime | Chastity / Heather Tile | Episódio: "Strip Maul"                            |
| 2012–2013 | Subempregado                       | Raviva                  | Papel principal, 12 episódios                     |
| 2014      | Gangue Relacionado                 | Veronica "Vee" Dotsen   | Papel principal, 13 episódios                     |
| 2014      | Filhos da anarquia                 | Winsome                 | Episódios: "Greensleeves", "Fé e Desânimo"        |
| 2015      | Castelo                            | Farrah Darwaza          | Episódio: "Na Visão Plana"                        |
| 2015      | The Last Ship                      | Tenente Ravit Bivas     | Papel recorrente, 6 episódios                     |
| 2017–2018 | Impostores                         | Maddie                  | Papel principal                                   |
| 2017      | Prison Break                       | Sheba                   | Papel principal                                   |
| 2019–2021 | Lúcifer                            | Eva                     | Papel principal (4 temp.); Recorrente (5–6 temp.) |
| 2020      | Stumptown                          | Max                     | 3 episódios                                       |
| 2023      | Fauda                              | Shani Russo             | Temporada 4                                       |